# La ballata di Peckham Rye
La ballata di Peckham Rye (The Ballad of Peckham Rye) è un romanzo di Muriel Spark del 1960.
È la storia di un diabolico giovane scozzese, Dougal Douglas, che si trasferisce nel quartiere di Peckham a Londra e semina il terrore tra gli abitanti. Il testo attinge al soprannaturale, così come alle questioni dell'emigrazione irlandese e scozzese, e offre una critica della natura sterile e insignificante della vita della classe operaia.

## Trama
Il romanzo inizia con Humphrey Place che dice "No" all'altare, dove avrebbe dovuto sposare Dixie Morse. Il comportamento di Humphrey si presume essere il risultato della sua amicizia con Dougal Douglas, un immigrato scozzese che nel frattempo ha lasciato Peckham.
Il libro continua con la storia di ciò che è accaduto durante la residenza di Dougal a Peckham. Dougal viene assunto dal signor Druce, capo dell'industra tessile Meadows, Meade e Grindley, per colmare il divario tra l'industria e le arti. Fa amicizia con Merle Coverdale, a capo delle dattilografe e in una relazione extramatrimoniale con il signor Druce, Elaine Kent e Humphrey Place.
Dopo aver trovato alloggio dalla signorina Frierne (dove anche Humphrey risiede), a seguito della rottura del fidanzamento con Jinny perché quest'ultima è malata, Dougal comincia a causare litigi e dissapori in tutta Peckham. In tutto questo si rende nemico della dattilografa Dixie Morse (fidanzata di Humphrey) e dell'elettricista Trevor Lomas e diventa il bersaglio di una banda composta da Trevor, Collie Gould e Leslie Crewe, il fratello minore di Dixie.
Durante il suo soggiorno a Peckham, Dougal svolge ricerche sul "carattere morale" degli abitanti della zona. Oltre a lavorare per Meadows, Meade e Grindley, lavora anche per i loro rivali, i più ricchi produttori tessili Drover Willis (dove si fa chiamare Douglas Dougal), oltre a lavorare come ghost writer per l'attrice e cantante in pensione Maria Cheeseman. Solo Nelly Mahone riconosce il carattere manipolatore e doppio di Dougal, ma nessuno l'ascolta a causa della sua reputazione di vagabonda irlandese ubriaca.
Il culmine degli effetti di Dougal si manifesta con un ictus per la signorina Frierne, l'uccisione da parte del signor Druce della sua amante Merle Coverdale a coltellate con un cavatappi, e il rifiuto del matrimonio di Dixie Morse all'altare da parte di Humphrey. Dougal decide di andarsene da Peckham, e mentre abbandona il luogo si ritrova a lottare con Trevor Lomas che cerca di ucciderlo, ma, nonostante l'infortunio, Dougal riesce a lasciare Peckham e ad andarsene altrove. Il romanzo si conclude con il matrimonio di Humphrey Place e Dixie Morse, due mesi dopo la cerimonia annullata raccontata all'inizio del romanzo.

## Edizioni
- Muriel Spark, La ballata di Peckham Rye, Adelphi, 1996,  p. 155, ISBN 88-459-1202-7.